# Oncicola luehei
Oncicola luehei är en hakmaskart som först beskrevs av Lauro Travassos 1917.  Oncicola luehei ingår i släktet Oncicola och familjen Oligacanthorhynchidae. Inga underarter finns listade i Catalogue of Life.